# Цанханім (бригада)
35-та повітряно-десантна бригада «Цанханім» (івр. חטיבת הצנחנים — «бригада парашутистів») — ізраїльська елітна високомобільна повітряно-десантна регулярна бригада і укомплектована добровольцями. Бригада визначається як десантована, аеромобільна і є єдиною бригадою ЦАХАЛ, що пересувається на всюдиходах і спеціалізованій мобільній техніці.

## Склад
В склад бригади входять:
- 101-й парашутно-десантний батальйон «Пе́тен»
- 202-й парашутно-десантний батальйон «Це́фа»
- 890-й парашутно-десантний батальйон «Єф'є»
- 5135-й розвідувальний батальйон «Сараф»